# Lubik białopręgi
Lubik białopręgi (Pilophorus clavatus) – gatunek pluskwiaka z podrzędu różnoskrzydłych i rodziny tasznikowatych (Miridae). Jeden z czterech wykazanych z Polski z rodzaju Pilophorus.

## Budowa ciała
Owad ma ciało długości od 3,8 do 5 mm. Ciało ubarwione brązowo. Głowa, przedplecze oraz tarczka prawie czarne. Podobnie jak pozostali przedstawiciele rodzaju posiada, dzięki ułożeniu włosków, srebrzyste linie na półpokrywach

## Tryb życia
Pluskwiak ten występuje licznie w koronach drzew, m.in.: wierzby, lipy, dębu, jabłoni i głogu. Imagines występują od lipca do września. Zimują jaja.

## Występowanie
Owad ten występuje prawie w całej Europie, a także w Armenii, Azerbejdżanie, Gruzji, na rosyjskim Dalekim Wschodzie, w Chinach, Mongolii, Turcji oraz w Ameryce Północnej.